# مغرار
مغرار هي بلدية بولاية النعامة في الجزائر. تبلغ مساحتها 1792.5 كيلومتر مربع، وفي نهاية عام 2008 بلغ عدد سكانها 43131 نسمة ما يمثل كثافة 2.5 شخص / كم مربع.
تتميز مغرار بوجود واحتين: مغرار الفوقاني على الطريق الوطني الجزائري رقم 6 ومغرار التحتاني التي تقع على بعد 15 كم شمال شرق الأولى.

## جغرافيا
تقع مغرار في جبال القصور، الجزء الغربي من الأطلس الصحراوي على الحدود الغربية للجزائر، بالقرب من الحدود المغربية. موغرار محدودة من الشمال بجبل شراشير؛ من الشرق بجبل بولرحد ومن الجنوب الشرقي بجبل الحلمور، وبجبل تولزمرت من الجنوب.
يتميز وادي مغرار بحوض تصريف كبير يستنزف منطقة عين الصفراء بأكملها.
لمغرار مناخ صحراوي جاف (حوالي 100 ملم / السنة ) بشتاء بارد ورياح تهب بشكل متكرر من الجنوب الغربي إلى الشمال الشرقي في الشتاء والربيع. النباتات المحيطة ببستان النخيل هي سهبية.

### واحات مغرار
تتميز واحات مغرار الفوقاني ومغرار التحتايي بوجود رصف صحراوية، حمادات ووديان شبه جافة. تضم الواحيتين أكثر من ستين بئرًا لري حدائق بستان النخيل. بالإضافة إلى ذلك، هناك أيضًا استغلال النظام التقليدي لفغارة العين مما يسمح باستخدام رشيد للمياه. لا تزال الفغارات وظيفية إلى الآن وهناك 2.

### وادي مغرار
يتدفق وادي مغرار باتجاه الجنوب وينضم إلى وادي الروبية الذي يمتد نحو الجنوب ليشكل وادي الناموس مع وادي سمر والعديد من الأودية الصغيرة التي تصل من سفوح جنوب جبال القصور.

## تاريخ
عاش الإنسان في المنطقة منذ فترة طويلة. توجد محطة صخور في مغرار التحتاني.
يحتوي قصر هذه المدينة على قلعة الشيخ بوعامة.

## النباتات والحيوانات
من بين نباتات المنطقة نجد أصناف التمور فقوس وأغراس التي قد اقتربت أن تختفي في أماكن أخرى. هذه الأصناف تتميز بقدرتها على الحفاظ بشكل طبيعي، برغم تعرضها للهواء الطلق لمدة عام.
ونلاحظ أيضا وجود الأنواع التالية من النباتات: حمادة سكوباريا، ريتاما ريتوم، ايفودرا الاطا، سامولوس فاليراندي، وعلى حوتف الساقيات أي خنادق الري، أديانتيوم كابيلوس فينيريس.
أما من حيث الحياة البرية، فأن المنطقة ملجأ للغزال والحباريات.
من بين أنواع الطيور التي تميز المنطقة نجد: طائر الهزار (لوكسيا كورفيروسترا)، حمامة الغابة (كولمبا بالومبس)، سمنة الصخور زرقاء (مونتيكولا سوليتاروس)، الوروار الأوروبي (مروبس أبياستر)، الهدهد (أبوبا ايبوبس)، عقاب صرارة (سيركايتوس قاليلوس)، عقاب بونلي (هييرايتوس فاسياتوس)، نسر أبو ذقن (سيبايتوس بارباتوس)، والحجل (ألكتوريريس سباردزي).
الأنواع المهاجرة هي صرد أحمر القنة (لانيوس سيناتور)، دخلة البساتين (سيلفيا أورتانزيس)، نقشارة بونللي (فيلوسكوبوس بونلي)، الذبابي (موسيكابا ستريياتا)، الوقواق الشائع (كولوكوس كانوروس)، والقمري (ستريبتوبيليا تورتور).
وفقا للنقوش الصخرية في المنطقة، كانت الحياة البرية تشمل في الظباء (ألسفالوس بوباليس)، الغزال، مها أبو عدس (أداكس نازوماكولاتوس)، النحل والنعام.

## السياحة
السياحة بالمنطقة ليست جد متطورة حاليا ولكن الإمكانيات متواجدة.
بالإضافة إلى بستان النخيل، نظام ري الفقارات، القصور، هناك محطة صخور منحوتة بمغرار التحتاني، متحف صغير لعصور ما قبل التاريخ وكذلك زاوية الشيخ بوعمامة.